# 超級籃球聯賽球員相關規定
以下介紹超級籃球聯賽（SBL）球員相關身分認定、上場規範等等規定。

## 現行規定
- 每隊至多二名非華裔球員(即俗稱的洋將)，上場時間以節為單位，可同時上場的洋將共六人次，第四節限定只有一人次(一次只能上一洋將)
- 每隊可額外擁有至多兩名的華僑球員，並具有中華民國護照與僑居加簽

## 歷年變革

### 第一季-第三季(2003-2006)
只有台灣本土球員能打SBL

### 第四季-第六季(2006-2009)
第三季結束後，SBL委員會決議開放洋將，規則如下
1. 前一季倒數三名者，方可聘傭非台灣籍球員（包含無台灣身分證之華僑）
2. 非亞洲球員身高必須低於200公分，亞洲球員(含華僑)不在此限。
3. 無薪資上限
4. 賽季中不得更換洋將
5. 本條例實施三年，至第六季為止

### 第七季-第八季(2010-2011)
第七季開季前決議出新規則：
- 每隊都能請洋將(未提及華裔，普遍解讀是不含華裔球員)
- 身高低於200公分
- 月薪US$10000以下
- 第七季(開季2010年1月9日)在2/28號前可替換洋將；第八季(開季2010年12月25日)在2/12前可替換洋將。

### 第九季(2011-2012)
2011年6月17日SBL籌備會上，又將洋將身高上限提高五公分，即限高205公分。其實在籌備會上，已經有球隊提議取消身高限制(如邱大宗)。而賈凡認為，薪資限制影響比較大。
另一方面邱大宗也提議開放亞裔球員，不占洋將名額，但沒得到採納。

### 第十季(2012-2013)
首次公開丈量洋將身高，顧及公平(是唯一一次，因為隔年取消身高限制)。
於2012/11/17開季，更替洋將的期限為2013/1/7。
另一方面開放華裔球員(有護照與僑居加簽)，每隊可擁有兩名。

### 第十一季-第十三季(2013-2016)
2013年六月的籌備中，在丁守中的堅持與遊說下，洋將身高與薪資不再有任何限制。
已歸化台灣的戴維斯(Quincy Davis)，其母隊璞園承諾，不會另請洋將。
更換洋將期限: 
- 第十一季 12月30日 (11月16日開季)
- 第十二季 1月26日 (11月22日開季)
- 第十三季 2月22日 (11月28日開季)

### 第十四季-第十五季(2016-2017)
2016年5月19日召開領隊會議，未來洋將大限後，若有球隊洋將受傷，可提出公立醫院證明傷勢，並補進過去聯盟曾登入過的洋將。俗稱李恩條款。
更換洋將期限：
- 第十四季：2017年2月6日（2016年11月12日開季）
- 第十五季：2018年3月5日（2017年12月2日開季）

### 第十六季(2018-2019)
2018年8月8日SBL委員會決議開放雙洋將，規則如下：
1. 兩名洋將身高總和不得超過405公分
2. 兩名洋將月薪總和不得超過3萬美元
3. 採行「4節6人制」，第四節一隊僅能有1名洋將在場上。

更換洋將期限：
- 第十六季：2019年3月11日（2018年11月17日開季）

### 第十七季(2019-2020)
2019年8月8日召開領隊會議，新規則如下：
1. 兩名洋將身高總和不得超過400公分
2. 兩名洋將月薪總和不得超過2.5萬美元
3. 維持「4節6人制」，第四節一隊僅能有1名洋將在場上。
4. 增辦洋將測試暨選秀會(10月17日)，供各球隊參考與挑選球員。

更換洋將期限：
- 第十七季：2019年3月23日（2019年12月14日開季）

### 第十八季(2020-2021)
2020年5月22日球團會議決議如下：
- 改為單洋將
- 洋將身高上限203公分
- 洋將薪資上限每月1.2萬美元

### 第十九季(2021-2022)
2021年11月23日召開領隊會議，新規則如下：
1. 兩名洋將身高總和不得超過405公分
2. 兩名洋將月薪總和不得超過2.5萬美元
3. 維持「4節6人制」，第四節一隊僅能有1名洋將在場上。
4. 本屆新增規定：球季中途不可登錄當季P.LEAGUE+及T1LEAGUE兩職籃聯盟之外籍洋將。

更換洋將期限：
- 第十九季：2022年3月28日（2022年12月25日開季）

### 第二十季
2022年6月7日球團會議決議如下：
- 改回單洋將
- 洋將身高上限205公分

## 外籍球員

### 歷屆名單
- 第四季 - 東森：Delvin Thomas(US$6000)；緯來：Johnathan Sanders(US$6000)；東風：毛加恩(華裔美籍)
- 第五季 - 米迪亞： Johnathan Sanders(US$6000)；璞園：簡浩(華裔美籍)；台銀：袁振強(華裔美籍)

註：以下表格，在第十六季前如果一欄超過一球員，表示季中更換洋將，依序由上至下
| | 裕隆 | 達欣                                       | 璞園/柏力力                                                                 | 富邦                                                                     | 台啤                                                                    | 台銀                                                                               | 金酒→九太                                                                                  |
| 第六季 | — | Byron Allen (US$6000)                      | —                                                                           | Mario Boggans (US$8000) 無(註2)                                          | —                                                                       | 簡浩 (華裔美籍)                                                                    | ─                                                                                          |
| 第七季 | — | Byron Allen                                | Johnathan Sanders                                                           | Antonio Grant Alexus Foyle                                               | Delvin Thomas Derek Stribling                                           | Jeff Jones                                                                         | Shawn Hawkins                                                                              |
| 第八季 | Jermaine Dailey | Keith Gayden (US$6500) Alexus Foyle        | Rashad Jennings (US$7000)                                                   | Marcus Dove(US$10000)                                                    | Emmanuel Jones (US$6000)                                                | Jason Faulknor John Vaudreuil (US$6000)                                            | Sheldon Bailey Shawn Hawkins                                                               |
| 第九季 | Kevin Johnson | Noel Felix                                 | Terence Dials Quincy Davis                                                  | Marcus Fizer Dennis Carr 賴恩·胡禮                                       | Antoine Broxsie Dennis Carr Emmanuel Jones Kibwe Trim                   | John Vaudreuil                                                                     | Rashad Jennings Antoine Broxsie Tim Parham Anthony Fuqua                                   |
| 第十季 | George Goode Colby Batiste Emmanuel Jones Herve Lamizana                                                                    | Taylor King Rolando Howell                 | Quincy Davis                                                                | Noel Felix                                                               | Byron Allen                                                             | Colby Batiste Joseph Taylor                                                        | Taylor King                                                                                |
| 第十一季 | Solomon Alabi | Reggie Okosa Michael Fey Reggie Okosa(註1) | Quincy Davis(註3)                                                           | Luke Nevill                                                              | Patrick O'Bryant （US$20000）                                           | 李恩·麥克莫羅                                                                      | Aaron Pettway                                                                              |
| 第十二季 | Aaron Pettway Derrick Caracter Hervé Lamizana                                                                               | 諾維爾·佩爾                                | Quincy Davis Garret Siler ─推估US$20000(註4)                                | Darian Townes                                                            | Patrick O'Bryant                                                        | James Tyler ─推估US$13000 Rod Benson James Tyler(註5)                              | Bryan Davis                                                                                |
| 第十三季 | Magnum Rolle James Tyler 李恩·麥克莫羅 ─US$25000                                                                            | Marcus Douthit Bryan Davis(註6)            | Darian Townes                                                               | 厄尔·巴伦 Paul Butorac 厄尔·巴伦(註7)                                    | Patrick O'Bryant （US$20000）                                           | Luke Nevill                                                                        | Kyle Barone                                                                                |
| 第十四季 | Hervé Lamizana ─（US$15000）                                                                                                | Sim Bhullar ─（US$30000）                  | Quincy Davis                                                                | 李恩·麥克莫羅 厄尔·巴伦 Patrick O'Bryant                                 | Patrick O'Bryant ─（US$20000） Bryan Davis                              | Luke Nevill ─（US$17000） 李恩·麥克莫羅                                            | Eugene Phelps                                                                              |
| 第十五季 | Isaiah Austin Luke Nevill                                                                                                   | Sim Bhullar                                | Quincy Davis                                                                | Garret Siler                                                             | 李恩·麥克莫羅 Hervé Lamizana Walter Sharpe                              | Charles Garcia                                                                     | 彼得·約翰·拉莫斯                                                                           |
| 實施雙洋將制 | |                                            |                                                                             |                                                                          |                                                                         |                                                                                    |                                                                                            |
| 第十六季 | (洋將1) Sani Sakakini Antwan Space Walter Sharpe (洋將2) Terry Thomas Merrill Holden 埃里克·道森 Bryan Davis Emmanuel Jones | (洋將1) Anthony McClain (洋將2) O.J.Mayo   | (洋將1) Michael Holyfield Kyle Meyer (洋將2) Emmanuel Jones Orlando Johnson | (洋將1) 丹尼爾·奧頓 Tony Mitchell (洋將2) Shaquille Keith Charles Garcia | (洋將1) Ihor Zaytsev (洋將2) 埃德維納斯·舍什庫斯                        | (洋將1) Greg Smith Joseph Taylor (洋將2) Rashad Woods Rodney Alexander Angel Nunez | (洋將1) Walter Sharpe Garret Siler (洋將2) Paris Bass Rashad Woods Angel Nunez Zoran Vrkic |
| 第十七季 | (洋將1) Garret Siler Sim Bhullar (洋將2) LaGerald Vick 馬庫斯·基恩                                                          | —                                          | (洋將1) 無 Quincy Miller Charles Garcia (洋將2) 埃德維納斯·舍什庫斯         | —                                                                        | (洋將1) Ihor Zaytsev (洋將2) Kentrell Barkley                           | (洋將1) Matt Jones (洋將2) Charles Mitchell                                        | (洋將1) Julius Brooks 無 Nick Evans (洋將2) Franklin Session                               |
| 實施單洋將制 | |                                            |                                                                             |                                                                          |                                                                         |                                                                                    |                                                                                            |
| 第十八季 | Rakeem Christmas | —                                          | Jordan Wayne Tolbert                                                        | —                                                                        | JD Miller                                                               | Zak Irvin                                                                          | 布兰登·道森 Jordan Caroline                                                                |
| 實施雙洋將制 | |                                            |                                                                             |                                                                          |                                                                         |                                                                                    |                                                                                            |
| 第十九季 | (洋將1) Nick Wiggins Walter Sharpe (洋將2) Torren Jones                                                                     | —                                          | (洋將1) C.J Aiken (洋將2) Dashaun Wiggins                                   | —                                                                        | (洋將1) Doral Moore Kentrell Barkley (洋將2) Ramon Galloway Keanau Post | (洋將1) Zak Irvin (洋將2) Ishmael Lane                                             | (洋將1) King Revolution Nick Wiggins (洋將2) Jalen Robinson                                |
| 實施單洋將制 | |                                            |                                                                             |                                                                          |                                                                         |                                                                                    |                                                                                            |
| 第二十季 | Walter Sharpe | —                                          | Julian Boyd                                                                 | —                                                                        | Jordan Wayne Tolbert Cornelius Hudson John Fields Ⅲ                     | Max Mahoney                                                                        | —                                                                                          |
| 第二十一季 | Walter Sharpe Jordan Wayne Tolbert Brandon Moss                                                                             | —                                          | Tevin Glass                                                                 | —                                                                        | Troy Williams John Fields Ⅲ                                             | Max Mahoney                                                                        | —                                                                                          |
| 註1：Fey只登錄一週比賽，之後達欣換回Okosa 註2：台灣大於賽程2/3時開除，已過更換洋將期限，故無接替洋將 註3：雖然Davis已經歸化，可依規定解釋成不佔洋將名額，但璞園明確表示不會另請，避開了敏感地帶 註4：Davis 因傷病纏身，璞園表示繼續打SBL就勢必無法參與2015年的國際賽，於是站在中華隊的立場，將Davis註銷 註5：Benson只登錄一週比賽，之後台銀換回 Tyler 註6：Douthit因傷病纏身，將Douthit註銷，由於是保障合約，達欣預計會等待Douthit傷勢復原後再評估狀況 註7：Butorac只登錄一週比賽，之後富邦換回 Barron | |                                            |                                                                             |                                                                          |                                                                         |                                                                                    |                                                                                            |

### 總列表
以英文字母排序。

#### A-H
- Aaron Pettway:第十一季(金酒)、第十二季(裕隆)
- Alexus Foyle:第七季(台灣大)、第八季(達欣)
- Angel Nunez: 第十六季(金酒→台銀)

第七位球季中轉隊的洋將。
- Anthony Fuqua
- Anthony McClain:第十六季(達欣)
- Antoine Broxsie
- Antonio Grant
- Antwan Space:第十六季(台銀→裕隆)

第八位球季中轉隊的洋將。
- 布兰登·道森:第十八季(九太)

第十九位有NBA資歷的洋將。
- Bryan Davis:第十二季(金酒)、第十三季(達欣)、第十四季(台啤)、第十六季(裕隆)
- Byron Allen: 第六季-第七季(達欣)、第十季(台啤)
- Charles Garcia: 第十五季(台銀)、第十六季(富邦)、第十七季(璞園)
- Charles Mitchell（英语：Charles Mitchell (basketball)）第十七季(台銀)
- C. J. Aiken第十九季(璞園)
- Colby Batiste: 第十季(台銀→裕隆)

第三位球季中轉隊的洋將。
- 丹尼爾·奧頓第十六季(富邦)

第十一位有NBA資歷的洋將。
- Darian Townes（波兰语：Darian Townes）:第十二季(富邦)、第十三季(璞園)
- Dashaun Wiggins:第十九季(璞園)
- Delvin Thomas
- Dennis Carr: 第九季(台啤→台灣大)

第一位球季中轉隊的洋將。
- Derek Stribling
- Derrick Caracter:第十二季(裕隆)

第五位有NBA資歷的洋將。
- Doral Moore:第十九季(台啤)
- 厄尔·巴伦:第十三季、第十四季(富邦)

第七位有NBA資歷的洋將。
- Edvinas Šeškus:第十六季(台啤)、第十七季(璞園)

第七位白人洋將
第二位歐洲洋將。
- Emmanuel Jones: 第八季-第九季(台啤)、第十季(裕隆)、第十六季(璞園)、第十六季(裕隆)

第九位球季中轉隊的洋將。
- 埃里克·道森:第十六季(裕隆)

第十五位有NBA資歷的洋將。
- Eugene Phelps（英语：Eugene Phelps）: 第十四季(金酒)
- Franklin Session（英语：Franklin Session）:第十七季(九太)
- Garret Siler（英语：Garret Siler）:第十二季(璞園)、第十五季（富邦）、第十六季（金酒）、第十七季（裕隆）

第六位有NBA資歷的洋將。
- George Goode
- Greg Smith

第十三位有NBA資歷的洋將。
- Herve Lamizana：第十季、第十二季、第十四季（裕隆）、第十五季（台啤）

具有象牙海岸國家隊資歷，參與過2010年世界盃、2013年非錦賽、2019年世界盃非洲區資格賽。

#### I-N
- Isaiah Austin:第十五季(裕隆)
- Ihor Zaytsev:第十六季、第十七季(台啤)

第六位白人洋將，同時為SBL史上第一位歐洲洋將，有籃球國家隊資歷，並代表烏克蘭2014年世界盃籃球賽
- Ishmael Lane:第十九季(台銀)
- James Tyler:第十二季（台銀）、第十三季(裕隆)
- Jason Faulknor
- Jaylen Robinson:第十九季(九太)
- JD Miller:第十八季（台啤)
- Jeff Jones
- Jermaine Dailey
- John Vaudreuil

第一位白人洋將
- Johnathan Sanders: 第四季(緯來)、第五季(米迪亞)、第七季(璞園)
- Jordan Caroline:第十八季(九太)
- Jordan Wayne Tolbert:第十八季（璞園）
- Joseph Taylor:第十季、第十六季（台銀）
- Keanau Post:第十九季（台啤）
- Keith Gayden
- Kentrell Barkley:第十七季、第十九季（台啤）
- Kevin Johnson
- Kibwe Trim
- King Revolution第十九季(九太)
- Kyle Barone（英语：Kyle Barone）:第十三季(金酒)

第四位白人洋將。
- Kyle Meyer:第十六季(璞園)

第八位白人洋將。
- LaGerald Vick:第十七季(裕隆)
- 李恩·麥克莫羅:第十一季（台銀）、第十三季(裕隆)、第十四季(富邦→台銀→台啤)、第十五季(台啤)

第四位球季中轉隊的洋將。
- Luke Nevill：第十一季（台灣大）、第十三季、第十四季（台銀）、第十五季(裕隆)

第三位白人洋將，有籃球國家隊資歷，參與過2013年大洋洲錦標賽。
- Magnum Rolle（英语：Magnum Rolle）:第十三季(裕隆)
- Marcus Douthit:第十三季(達欣)

2010年～2015年入菲律賓國籍，代表菲律賓參與過各大國際籃球賽。
- Marcus Dove
- Marcus Fizer

第二位有NBA資歷的洋將。
雖出賽不多，但普遍認為很可能是SBL第十季為止的最佳洋將，2013年進入勇士訓練營測試
- 馬庫斯·基恩:第十七季(裕隆)
- Mario Boggans

第六季賽程過2/3，在不能更換洋將的情況下被開除，SBL史上頭一遭。
- Matt Jones（英语：Matt Jones (basketball)）:第十七季(台銀)
- Merrill Holden}:第十六季(裕隆)
- Micheal Fey
- Michael Holyfield:第十六季(璞園)
- Nick Evans:第十七季(九太)

第十位白人洋將
- Nick Wiggins:第十九季(裕隆→九太)

第十一位球季中轉隊的洋將。
- Noel Felix第九季(達欣)、第十季(台灣大)

首位有NBA資歷的洋將。
- 諾維爾·佩爾:第十二季(達欣)

#### O-Z
- O.J.Mayo:第十六季(達欣)

第十二位有NBA資歷的洋將。NBA選秀順位最高的洋將
- Orlando Johnson:第十六季(璞園)

第十六位有NBA資歷的洋將。
- Paris Bass:第十六季(金酒)
- Patrick O'Bryant:第十一季-第十四季（台啤）第十四季（台啤→富邦）、第十五季(裕隆)

第四位有NBA資歷的洋將。
第五位球季中轉隊的洋將。
- Paul Butorac：第十三季（富邦）

第五位白人洋將
- 彼得·約翰·拉莫斯：第十五季（金酒）
- Quincy Davis（漢名戴維斯）第九季-第十二季、第十四季-第十五季（璞園）

2013年～2018年入中華民國國籍，代表中華台北參與過各大國際籃球賽。
- Quincy Miller-Scott:第十七季（璞園）

第十七位有NBA資歷的洋將。
- Rakeem Christmas（英语：Rakeem Christmas）:第十八季（裕隆）

第十八位有NBA資歷的洋將。
- Ramon Galloway:第十九季（台啤）
- Rashad Jennings（英语：Rashad Jones-Jennings）
- Rashad Woods:第十六季（台銀→金酒）

第六位球季中轉隊的洋將。
- Reggie Okosa
- Rod Benson（英语：Rod Benson）:第十二季（台銀）
- Rodney Alexander:第十六季（台銀）
- Rolando Howell
- 賴恩·胡禮
- Sani Sakakini:第十六季(裕隆)
- Shawn Hawkins

第一位蟬聯得分王的洋將
- Shaquille Keith:第十六季(富邦)
- Sheldon Bailey:第八季(金酒)
- Sim Bhullar:第十四季-第十五季（達欣）、第十七季(裕隆)

第八位有NBA資歷的洋將。SBL史上身高最高，體型最巨大的洋將
- Solomon Alabi：第十一季（裕隆）

第三位有NBA資歷的洋將。
- Taylor King（英语：Taylor King）: 第十季(達欣→金酒)

第二位白人洋將
第二位球季中轉隊的洋將。
- Terence Dials（英语：Terence Dials）:第九季(璞園)
- Terry Thomas:第十六季(裕隆)
- Tim Parham（英语：Tim Parham）
- Tony Mitchell: 第十六季(富邦)

第十四位有NBA資歷的洋將。
- Walter Sharpe: 第十五季(台啤)、第十六季(金酒)、第十六季(裕隆)、第十九季(裕隆)

第十位有NBA資歷的洋將。
第十位球季中轉隊的洋將。
- Zak Irvin：第十八季、第十九季(台銀)
- Zoran Vrkic（英语：Zoran Vrkić）

第九位白人洋將
第三位歐洲洋將。

### 其他記載

#### 爭議
- 第六季和第七季達欣的Byron Allen身高曾遭質疑，第十季回鍋台啤時，實測逾200公分
- 第十六季季末，金酒使用李恩條款，出示傷病證明撤換夏普，由塞勒取代。但夏普隨即加入裕隆，偏離李恩條款的初衷。
- 承上，金酒找來的塞勒在第十二季時登錄的身高211公分，卻實測207公分，剛好符合身高限制，引起諸多懷疑。

#### 軼聞
- 2010年12月29日，金酒洋將Sheldon Bailey突然決定離去，各種傳聞使這起事件蒙上神秘色彩，為歷屆洋將中出賽場次最少的一位。
- 2011年1月，台銀新洋將John Vaudreuil投入比賽，成為SBL史上首位白人洋將。
- 2011年11月，洋將菲利斯(Noel Felix)第九季(2011-12)來到達欣，為SBL首位擁有NBA資歷的洋將
- 2011年12月3日，洋將費瑟(Marcus Fizer)於台灣大報到，為SBL第二位擁有NBA資歷的洋將，也是NBA選秀順位最高的洋將；2013年赴勇士測試，為SBL中第一位日後再挑戰NBA的洋將。另外測試影片中可以看到他穿著台灣大的球褲。
- 第十季金酒洋將Taylor King曾在高中與林書豪交手過。
- 2013年11月中旬，裕隆找來了SBL第三位有NBA資歷的洋將Solomon Alabi。
- 2013年11月20日，台啤找來了SBL第四位有NBA資歷的洋將Patrick O'Bryant，選秀順位在SBL中僅次於Fizer。
- 第十一季金酒的威戈（Aaron Pettway）是第一位不採直接音譯的洋將（第十二季由裕隆聘僱，改用音譯）。
- 第十一季首度七隊皆留用開季洋將，只有達欣中途暫換過其他洋將測試。
- Patrick O'Bryant曾在夏季聯盟與林書豪同隊。
- 2015年1月初，裕隆找來了SBL第五位有NBA資歷的洋將Derrick Caracter。
- 2015年1月中旬，璞園登錄了SBL第六位有NBA資歷的洋將Garret Siler。
- 2015年11月17日，富邦找來了SBL第七位有NBA資歷的洋將Earl Barron。
- 2016年8月，達欣找來了SBL第八位有NBA資歷的洋將Sim Bhullar。
- 2017年11月，金酒找來了SBL第九位有NBA資歷的洋將Peter John Ramos。
- 2018年2月，台啤找來了SBL第十位有NBA資歷的洋將Walter Sharpe。
- 2018年9月，富邦找來了SBL第十一位有NBA資歷的洋將Daniel Orton。
- 2018年9月，台啤找來了烏克蘭國手Ihor Zaytsev，為SBL史上第一位歐洲球員、第一位歐洲國家國手。契機為在PTT上被稱呼為「約戰哥」的網友，在2017主動聯繫來台參加世大運的烏克蘭國家二隊，協助接待並牽線SBL球隊打熱身賽。2018年約戰哥便成為Zaytsev經紀人和台灣球隊的溝通橋樑，促成台灣籃球史上難得一見的合作。
- 2018年10月，達欣找來了2008年NBA選秀探花O.J.Mayo，曾為NBA明星球員，為SBL第十二位擁有NBA資歷的洋將，並取代Fizer成為目前NBA選秀順位最高的洋將。
- 2018年11月，台銀找來了SBL第十三位有NBA資歷的洋將Greg Smith。
- 2018年11月，富邦找來了SBL第十四位有NBA資歷的洋將Tony Mitchell。
- 2018年12月，裕隆找來了SBL第十五位有NBA資歷的洋將Eric Dawson。
- 2019年1月，璞園找來了SBL第十六位有NBA資歷的洋將Orlando Johnson。
- 2020年2月，璞園找來了SBL第十七位有NBA資歷的洋將Quincy Miller-Scott。
- 2020年11月，裕隆找來了SBL第十八位有NBA資歷的洋將Rakeem Christmas。
- 2020年11月，九太找來了SBL第十九位有NBA資歷的洋將Branden Dawson。

#### 紀錄
- 2011年4月，SBL舉行頒獎典禮，璞園洋將Rashad Jennings以破紀錄的場均21.1籃板，獲得年度最有價值球員（MVP），也是SBL史上首名獲得年度MVP的洋將。
- 2011年12月，裕隆洋將Kevin Johnson於SBL開幕戰拿下22分23籃板，雙雙創下開幕戰double-twenty、SBL生涯首戰double-twenty的紀錄，為此兩項紀錄的第一人。
- 第十三季登錄過十一位洋將，其中有六位洋將過去曾打過SBL，創下SBL單季回鍋洋將最多人數紀錄。
- 第十四季達欣洋將Sim Bhullar是SBL有史以來身高最高的洋將，226公分。
- 第十六季受新制雙洋將影響，單季所登錄過的NBA資歷洋將，多達八位（Shape、Orton、Mayo、G.Smith、Mitchell、O.Johnson、E.Dawson、Siler）

#### NBA資歷洋將列表
1. Noel Felix
2. Marcus Fizer
3. Solomon Alabi
4. Patrick O'Bryant
5. Derrick Caracter
6. Garret Siler（英语：Garret Siler）
7. 厄尔·巴伦
8. Sim Bhullar
9. 彼得·約翰·拉莫斯
10. Walter Sharpe
11. 丹尼爾·奧頓
12. O.J.Mayo
13. Greg Smith
14. Tony Mitchell
15. 埃里克·道森
16. Orlando Johnson
17. Quincy Miller
18. Rakeem Christmas（英语：Rakeem Christmas）
19. Branden Dawson

## 華裔球員
第十季之前，尚未取得身分證時要佔洋將名額，第四季到第六季無身高限制。
- 黃宇凡 (Jufan Geiger)
- 毛加恩 (James Mao)
- 簡浩 (Douglas Creighton)
- 袁振強 (Austin Yuen)

第十季起適用華裔條款，每隊可有兩名華裔球員，需有護照與僑居加簽。
- 張可群 (Carlos Andrade) - 台灣大(第十季)
- 王鼎傑 (James Wang) - 璞園(第十季)
- 陳山眉 (Sabatino Chen) - 裕隆(第十一季─第十二季)、富邦(第十三季)
- 許夢華 (Wesley Hsu)- 璞園(第十一季)
- 陳堅恩 (Elliot Tan)- 璞園(第十二季─第十七季)
- 林書緯 (Joseph Lin) - 富邦(第十三季─第十六季)
- 萬代奇 (Colin Wan) - 台銀(第十三季)
- 包提傑 (TJ Burke) - 富邦(第十四季─第十五季)
- 張文平 (Steven Guinchard) - 金酒(第十五季)

原本華僑的認定只需有護照，後來追加需僑居證明，導致尚無身分證也無法申請僑居證明的成力煥，直到第十二季2014年才透過選秀加入SBL。

## 外籍生球員
2020年第十八季季前決議打過UBA的外籍生可以有條件以本土資格打SBL，並與一般台灣球員一起選秀。
條件包括：
- 打滿UBA三年
- 簽署歸化意向書

關於選秀細節，請參見SBL新人選秀會。
以此資格報名SBL者有：
- 斑霸，中州科大畢業，塞內加爾人。
- 蓋比，萬能科大畢業，奈及利亞人。
- 蘇格爾，中信金融管理學院畢業，蒙古人。